# Голонка, Арлин
Арлин Леонора Голонка (англ. Arlene Golonka; 23 января 1936, Чикаго, штат Иллинойс — 31 мая 2021, Западный Голливуд, Лос-Анджелес, Калифорния) — американская актриса
 театра, кино и телевидения.

## Биография
Польского происхождения. Училась актёрскому мастерству в Театре Гудмана в Чикаго, затем переехала в Нью-Йорк в возрасте 19 лет, где училась среди прочих у Ли Страсберга и Уты Хаген. Член Актёрской студии
В 1958 году дебютировала на большой сцене в Театре Шуберта в Нью-Хейвене. Получила предложения от бродвейских театров.
В 1967 году переехала в Лос-Анджелес и начала карьеру телевизионной актрисы. Снималась в телесериалах «Голый город», «Улицы Сан-Франциско», «Такси», «МЭШ», «Машина 54, где вы?», «Она написала убийство», «Все в семье», «Король Квинса», «Однажды за один раз», «Мэтлок», «Напряги извилины», «Летающая монахиня», «Досье детектива Рокфорда», «Эта девушка», «Лодка любви», в разных шоу, таких как Шоу Энди Гриффита, «Шоу Мэри Тайлер Мур» и др.
Снималась в кино, в основном, на второстепенных ролях («Вздёрни их повыше», «Аэропорт 77»). 
Трижды была замужем. 
Умерла из-за осложнений, вызванных болезнью Альцгеймера.